# Hidalgo de San Antonio
Hidalgo de San Antonio är en ort i Mexiko.   Den ligger i kommunen Rodeo och delstaten Durango, i den centrala delen av landet, 800 km nordväst om huvudstaden Mexico City. Hidalgo de San Antonio ligger 1 348 meter över havet och antalet invånare är 281.
Terrängen runt Hidalgo de San Antonio är huvudsakligen kuperad, men den allra närmaste omgivningen är platt. Runt Hidalgo de San Antonio är det mycket glesbefolkat, med 5 invånare per kvadratkilometer. Närmaste större samhälle är Rodeo, 6,1 km norr om Hidalgo de San Antonio. Omgivningarna runt Hidalgo de San Antonio är i huvudsak ett öppet busklandskap.